# Фудбалска репрезентација Танзаније
Фудбалска репрезентација Танзаније (свах. Timu ya Taifa ya Kandanda ya Tanzania) национални је фудбалски тим који на међународној фудбалској сцени представља афричку државу Танзанију. Делује под ингеренцијом Фудбалског савеза Танзаније који је основан 1930, а статус пуноправног члана ФИФА и КАФ има од 1964, односно 1965. године.
Репрезентација је позната под надимком Taifa Stars (Звезде Таифе), националне боје су зелена, жута и плава, а своје домаће утакмице тим игра у Дар ес Саламу на Националном стадиону капацитета око 60.000 места. ФИФА кôд земље је TAN. Најбољи пласман на ФИФа ранг листи репрезентација Танзаније остварила је у фебруару 1995. када је заузимала 65. место, док је најлошији пласман имала током октобра 2005. када је заузимала 175. место.
Пре уједињења са Занзибаром и стварања јединствене државе Танзаније, репрезентација је наступала под именом Тангањика. Репрезентација Занзибара данас има статус придруженог члана КАФ али нема право наступа на највећим светским такмичењима као независна држава.
Танзанија је у квалификацијама за светска првенства дебитовала 1974. и од тада никада није успела да се пласира на неки од завршних турнира. На континенталном Афричком купу нација учествовали су само једном, 1980, када су такмичење окончали као последњепласирани са учинком од једне победе и два пораза.

## Резултати на светским првенствима
| ФИФА светско првенство | ФИФА светско првенство       | ФИФА светско првенство       | ФИФА светско првенство       | ФИФА светско првенство       | ФИФА светско првенство       | ФИФА светско првенство       | ФИФА светско првенство       | ФИФА светско првенство       |                              | Квалификације за светска првенства | Квалификације за светска првенства | Квалификације за светска првенства | Квалификације за светска првенства | Квалификације за светска првенства | Квалификације за светска првенства |                              |
| Година                 | Коло                         | Пласман                      | Ут                           | П                            | Н                            | И                            | Гол+                         | Гол-                         | Ут                           | П                                  | Н                                  | И                                  | Гол+                               | Гол-                               |                                    |                              |
| ---------------------- | ---------------------------- | ---------------------------- | ---------------------------- | ---------------------------- | ---------------------------- | ---------------------------- | ---------------------------- | ---------------------------- | ---------------------------- | ---------------------------------- | ---------------------------------- | ---------------------------------- | ---------------------------------- | ---------------------------------- | ---------------------------------- | ---------------------------- |
| 1930−1970.             | Нису учествовали             | Нису учествовали             | Нису учествовали             | Нису учествовали             | Нису учествовали             | Нису учествовали             | Нису учествовали             | Нису учествовали             | Нису учествовали             | Нису учествовали                   | Нису учествовали                   | Нису учествовали                   | Нису учествовали                   | Нису учествовали                   |                                    |                              |
| 1974.                  | Нису се квалификовали        | Нису се квалификовали        | Нису се квалификовали        | Нису се квалификовали        | Нису се квалификовали        | Нису се квалификовали        | Нису се квалификовали        | Нису се квалификовали        | 3                            | 0                                  | 2                                  | 1                                  | 1                                  | 4                                  |                                    |                              |
| 1978.                  | Одустали током квалификација | Одустали током квалификација | Одустали током квалификација | Одустали током квалификација | Одустали током квалификација | Одустали током квалификација | Одустали током квалификација | Одустали током квалификација | Одустали током квалификација | Одустали током квалификација       | Одустали током квалификација       | Одустали током квалификација       | Одустали током квалификација       | Одустали током квалификација       |                                    |                              |
| 1982.                  | Нису се квалификовали        | Нису се квалификовали        | Нису се квалификовали        | Нису се квалификовали        | Нису се квалификовали        | Нису се квалификовали        | Нису се квалификовали        | Нису се квалификовали        | 4                            | 1                                  | 1                                  | 2                                  | 7                                  | 6                                  |                                    |                              |
| 1986.                  | Нису се квалификовали        | Нису се квалификовали        | Нису се квалификовали        | Нису се квалификовали        | Нису се квалификовали        | Нису се квалификовали        | Нису се квалификовали        | Нису се квалификовали        | 2                            | 0                                  | 2                                  | 0                                  | 1                                  | 1                                  |                                    |                              |
| 1990.                  | Нису учествовали             | Нису учествовали             | Нису учествовали             | Нису учествовали             | Нису учествовали             | Нису учествовали             | Нису учествовали             | Нису учествовали             | Нису учествовали             | Нису учествовали                   | Нису учествовали                   | Нису учествовали                   | Нису учествовали                   | Нису учествовали                   |                                    |                              |
| 1994.                  | Одустали током квалификација | Одустали током квалификација | Одустали током квалификација | Одустали током квалификација | Одустали током квалификација | Одустали током квалификација | Одустали током квалификација | Одустали током квалификација | Одустали током квалификација | Одустали током квалификација       | Одустали током квалификација       | Одустали током квалификација       | Одустали током квалификација       | Одустали током квалификација       | Одустали током квалификација       | Одустали током квалификација |
| 1998.                  | Нису се квалификовали        | Нису се квалификовали        | Нису се квалификовали        | Нису се квалификовали        | Нису се квалификовали        | Нису се квалификовали        | Нису се квалификовали        | Нису се квалификовали        | 2                            | 0                                  | 1                                  | 1                                  | 2                                  | 2                                  |                                    |                              |
| 2002.                  | Нису се квалификовали        | Нису се квалификовали        | Нису се квалификовали        | Нису се квалификовали        | Нису се квалификовали        | Нису се квалификовали        | Нису се квалификовали        | Нису се квалификовали        | 2                            | 0                                  | 0                                  | 2                                  | 2                                  | 4                                  |                                    |                              |
| 2006.                  | Нису се квалификовали        | Нису се квалификовали        | Нису се квалификовали        | Нису се квалификовали        | Нису се квалификовали        | Нису се квалификовали        | Нису се квалификовали        | Нису се квалификовали        | 2                            | 0                                  | 1                                  | 1                                  | 0                                  | 3                                  |                                    |                              |
| 2010.                  | Нису се квалификовали        | Нису се квалификовали        | Нису се квалификовали        | Нису се квалификовали        | Нису се квалификовали        | Нису се квалификовали        | Нису се квалификовали        | Нису се квалификовали        | 6                            | 2                                  | 2                                  | 2                                  | 9                                  | 6                                  |                                    |                              |
| 2014.                  | Нису се квалификовали        | Нису се квалификовали        | Нису се квалификовали        | Нису се квалификовали        | Нису се квалификовали        | Нису се квалификовали        | Нису се квалификовали        | Нису се квалификовали        | 8                            | 3                                  | 0                                  | 5                                  | 10                                 | 14                                 |                                    |                              |
| 2018.                  | Нису се квалификовали        | Нису се квалификовали        | Нису се квалификовали        | Нису се квалификовали        | Нису се квалификовали        | Нису се квалификовали        | Нису се квалификовали        | Нису се квалификовали        | 4                            | 1                                  | 1                                  | 2                                  | 4                                  | 10                                 |                                    |                              |
| 2022.                  | Нису се квалификовали        | Нису се квалификовали        | Нису се квалификовали        | Нису се квалификовали        | Нису се квалификовали        | Нису се квалификовали        | Нису се квалификовали        | Нису се квалификовали        | 6                            | 2                                  | 2                                  | 2                                  | 6                                  | 8                                  |                                    |                              |
| 2026.                  | Следи                        | Следи                        | Следи                        | Следи                        | Следи                        | Следи                        | Следи                        | Следи                        | Следи                        | Следи                              | Следи                              | Следи                              | Следи                              | Следи                              |                                    |                              |
| Укупно                 |                              | 0/22                         |                              |                              |                              |                              |                              |                              | 39                           | 9                                  | 12                                 | 18                                 | 41                                 | 58                                 |                                    |                              |

## Афрички куп нација
| Успеси на Афричком купу нација | Успеси на Афричком купу нација | Успеси на Афричком купу нација | Успеси на Афричком купу нација | Успеси на Афричком купу нација | Успеси на Афричком купу нација | Успеси на Афричком купу нација | Успеси на Афричком купу нација | Успеси на Афричком купу нација |
| Година                         | Коло                           | Пласман                        | Ут                             | П                              | Н                              | И                              | Гол+                           | Гол-                           |
| ------------------------------ | ------------------------------ | ------------------------------ | ------------------------------ | ------------------------------ | ------------------------------ | ------------------------------ | ------------------------------ | ------------------------------ |
| 1957−1965.                     | Нису учествовали               | Нису учествовали               | Нису учествовали               | Нису учествовали               | Нису учествовали               | Нису учествовали               | Нису учествовали               | Нису учествовали               |
| 1968.                          | Одустали током квалификација   | Одустали током квалификација   | Одустали током квалификација   | Одустали током квалификација   | Одустали током квалификација   | Одустали током квалификација   | Одустали током квалификација   | Одустали током квалификација   |
| 1970.                          | Нису се квалификовали          | Нису се квалификовали          | Нису се квалификовали          | Нису се квалификовали          | Нису се квалификовали          | Нису се квалификовали          | Нису се квалификовали          | Нису се квалификовали          |
| 1972.                          | Нису се квалификовали          | Нису се квалификовали          | Нису се квалификовали          | Нису се квалификовали          | Нису се квалификовали          | Нису се квалификовали          | Нису се квалификовали          | Нису се квалификовали          |
| 1974.                          | Нису се квалификовали          | Нису се квалификовали          | Нису се квалификовали          | Нису се квалификовали          | Нису се квалификовали          | Нису се квалификовали          | Нису се квалификовали          | Нису се квалификовали          |
| 1976.                          | Нису се квалификовали          | Нису се квалификовали          | Нису се квалификовали          | Нису се квалификовали          | Нису се квалификовали          | Нису се квалификовали          | Нису се квалификовали          | Нису се квалификовали          |
| 1978.                          | Нису се квалификовали          | Нису се квалификовали          | Нису се квалификовали          | Нису се квалификовали          | Нису се квалификовали          | Нису се квалификовали          | Нису се квалификовали          | Нису се квалификовали          |
| 1980.                          | Групна фаза                    | 7. место                       | 3                              | 0                              | 1                              | 2                              | 3                              | 6                              |
| 1982.                          | Одустали од квалификација      | Одустали од квалификација      | Одустали од квалификација      | Одустали од квалификација      | Одустали од квалификација      | Одустали од квалификација      | Одустали од квалификација      | Одустали од квалификација      |
| 1984.                          | Нису се квалификовали          | Нису се квалификовали          | Нису се квалификовали          | Нису се квалификовали          | Нису се квалификовали          | Нису се квалификовали          | Нису се квалификовали          | Нису се квалификовали          |
| 1986.                          | Одустали током квалификација   | Одустали током квалификација   | Одустали током квалификација   | Одустали током квалификација   | Одустали током квалификација   | Одустали током квалификација   | Одустали током квалификација   | Одустали током квалификација   |
| 1988.                          | Нису се квалификовали          | Нису се квалификовали          | Нису се квалификовали          | Нису се квалификовали          | Нису се квалификовали          | Нису се квалификовали          | Нису се квалификовали          | Нису се квалификовали          |
| 1990.                          | Нису се квалификовали          | Нису се квалификовали          | Нису се квалификовали          | Нису се квалификовали          | Нису се квалификовали          | Нису се квалификовали          | Нису се квалификовали          | Нису се квалификовали          |
| 1992.                          | Нису се квалификовали          | Нису се квалификовали          | Нису се квалификовали          | Нису се квалификовали          | Нису се квалификовали          | Нису се квалификовали          | Нису се квалификовали          | Нису се квалификовали          |
| 1994.                          | Одустали током квалификација   | Одустали током квалификација   | Одустали током квалификација   | Одустали током квалификација   | Одустали током квалификација   | Одустали током квалификација   | Одустали током квалификација   | Одустали током квалификација   |
| 1996.                          | Нису се квалификовали          | Нису се квалификовали          | Нису се квалификовали          | Нису се квалификовали          | Нису се квалификовали          | Нису се квалификовали          | Нису се квалификовали          | Нису се квалификовали          |
| 1998.                          | Нису се квалификовали          | Нису се квалификовали          | Нису се квалификовали          | Нису се квалификовали          | Нису се квалификовали          | Нису се квалификовали          | Нису се квалификовали          | Нису се квалификовали          |
| 2000.                          | Нису се квалификовали          | Нису се квалификовали          | Нису се квалификовали          | Нису се квалификовали          | Нису се квалификовали          | Нису се квалификовали          | Нису се квалификовали          | Нису се квалификовали          |
| 2002.                          | Нису се квалификовали          | Нису се квалификовали          | Нису се квалификовали          | Нису се квалификовали          | Нису се квалификовали          | Нису се квалификовали          | Нису се квалификовали          | Нису се квалификовали          |
| 2004.                          | Одустали током квалификација   | Одустали током квалификација   | Одустали током квалификација   | Одустали током квалификација   | Одустали током квалификација   | Одустали током квалификација   | Одустали током квалификација   | Одустали током квалификација   |
| 2006.                          | Нису се квалификовали          | Нису се квалификовали          | Нису се квалификовали          | Нису се квалификовали          | Нису се квалификовали          | Нису се квалификовали          | Нису се квалификовали          | Нису се квалификовали          |
| 2008.                          | Нису се квалификовали          | Нису се квалификовали          | Нису се квалификовали          | Нису се квалификовали          | Нису се квалификовали          | Нису се квалификовали          | Нису се квалификовали          | Нису се квалификовали          |
| 2010.                          | Нису се квалификовали          | Нису се квалификовали          | Нису се квалификовали          | Нису се квалификовали          | Нису се квалификовали          | Нису се квалификовали          | Нису се квалификовали          | Нису се квалификовали          |
| 2012.                          | Нису се квалификовали          | Нису се квалификовали          | Нису се квалификовали          | Нису се квалификовали          | Нису се квалификовали          | Нису се квалификовали          | Нису се квалификовали          | Нису се квалификовали          |
| 2013.                          | Нису се квалификовали          | Нису се квалификовали          | Нису се квалификовали          | Нису се квалификовали          | Нису се квалификовали          | Нису се квалификовали          | Нису се квалификовали          | Нису се квалификовали          |
| 2015.                          | Нису се квалификовали          | Нису се квалификовали          | Нису се квалификовали          | Нису се квалификовали          | Нису се квалификовали          | Нису се квалификовали          | Нису се квалификовали          | Нису се квалификовали          |
| 2017.                          | Нису се квалификовали          | Нису се квалификовали          | Нису се квалификовали          | Нису се квалификовали          | Нису се квалификовали          | Нису се квалификовали          | Нису се квалификовали          | Нису се квалификовали          |
| 2019.                          | Групна фаза                    | 24. место                      | 3                              | 0                              | 0                              | 3                              | 2                              | 8                              |
| 2021.                          | Нису се квалификовали          | Нису се квалификовали          | Нису се квалификовали          | Нису се квалификовали          | Нису се квалификовали          | Нису се квалификовали          | Нису се квалификовали          | Нису се квалификовали          |
| 2023.                          | Следи                          | Следи                          | Следи                          | Следи                          | Следи                          | Следи                          | Следи                          | Следи                          |
| Укупно                         | Групна фаза                    | 2/33                           | 6                              | 0                              | 1                              | 5                              | 5                              | 14                             |